# Чайкова, Надежда Владимировна
Наде́жда Влади́мировна Чайко́ва (23 января 1963—30 марта 1996) — российская военная журналистка, корреспондентка российского издания «Общая газета», где её коллегой была Анна Политковская. В 1996 году, во время командировки в Чечню, где она готовила репортаж о войне, Надежда Чайкова была похищена и убита.

## Биография
Надежда Владимировна Чайкова родилась 23 января 1963 года в Москве.
До поступления в университет она работала сборщиком на московском заводе полупроводниковых приборов «Старт», а также медсестрой, регистратором в больнице, инспектором ВУС в московских больницах и поликлиниках.
В 1989 году Чайкова родила сына Дениса. В том же году она окончила исторический факультет Московского государственного университета, после чего училась в аспирантуре Института востоковедения РАН.
До прихода в 1995 году в «Общую газету» работала на радио и в российских государственных информационных агентствах ИТАР-ТАСС и РИА Новости.

### Северный Кавказ
С октября 1995 года Чайкова являлась сотрудником «Общей газеты», где писала преимущественно путевые репортажи с Северного Кавказа: Дагестана, Ингушетии и Чечни.
Известность во время Первой чеченской войны Чайковой принесли её журналистские расследования преступлений российских военных, она много общалась с представителями чеченского сопротивления. В частности, она занималась таким вопросом, как использование российскими властями специальных «фильтрационных лагерей» для контроля над чеченским населением. Чайкова трижды посещала Чечню для освещения военных действий. Ей удалось взять интервью у тогдашнего лидера сепаратистов Джохара Дудаева. В третью и последнюю свою командировку в Чечню Чайкова отправилась в начале марта 1996 года. 19 числа того же месяца она передала из-под чеченского села Серноводское свой последний репортаж «Кто сможет жить среди трупов и развалин?». Незадолго до своего убийства Чайкова успела сделать фотоснимки последствий разрушений и жертв среди мирного населения в результате российской «зачистки» села Самашки.

### Убийство
21 марта 1996 года Чайкова пропала в Чечне. Предполагалось, что она будет делать репортаж в Самашках, но Чайкова не выходила на связь с редакцией «Общей газеты». На её поиски редакцией газеты был направлен в Чечню журналист Александр Трушин. Последний раз её видели местные жители живой в селе Самашки, откуда она утром 21 марта ушла с группой беженцев по направлению селения Урус-Мартан. Юрий Трушин узнал от боевиков в поселке Катар-Юрт, что неизвестную женщину недавно похоронили в селении Гехи. Жители села Гехи рассказали, что нашли тело неизвестной убитой женщины 30 марта на окраине селения, рядом со сточной трубой; они не обнаружили на теле никаких документов, удостоверяющих личность; тело похоронили на краю местного кладбища. Следствие пришло к выводу, что причиной смерти был выстрел в затылок. При обнаружении неизвестной были сделаны следственные фотографии. На теле были обнаружены следы избиений; глаза убитой были завязаны; тело убитой было в положении на коленях. 12 апреля была проведена эксгумация, и убитая была опознана как Надежда Чайкова.
По данным Комитета защиты журналистов, убийство Чайковой могло быть делом рук российских военных, возмущённых её работой, в частности съёмками последствий атаки на Самашки, или могло быть заказано чеченскими боевиками, действовавшими на основании слухов, распространяемых ФСБ России о том, что она якобы была шпионкой. Российские власти так и не расследовали это убийство,, так как уголовное расследование вскоре было остановлено федеральной прокуратурой России «за отсутствием улик и состава преступления». Однако, в 2002 году российские спецслужбы заявили о том, что Чайкову убили люди из Департамента государственной безопасности Чеченской Республики Ичкерия. Сама Чайкова в своё время оставила сообщение, в котором написала: «Если меня убьют или ранят, винить следует российскую армию или российские спецслужбы. Прошу не сваливать вину за это на так называемых „дудаевских боевиков“». Она также оставила видеозапись, позже тайно вывезенную из Чечни и доставленную в её газету, на которой она рассказывала, как сотрудники ФСБ неоднократно пытались сделать из неё осведомителя, и что она отказывалась подчиниться им, после чего последовали угрозы смертью.
Её убийство резко осудил генеральный директор ЮНЕСКО Федерико Майор Сарагоса: «Я с глубоким возмущением узнал об убийстве Надежды Чайковой. Теперь её имя должно стоять рядом с именами других мучеников независимой российской журналистики, такими как Владислав Листьев и Дмитрий Холодов. Решительно осуждая это убийство, я напоминаю всем тем, кто прибегает к насилию, что оно никогда не решало проблем, а только усугубляло их. Я призываю российскую и международную общественность защитить журналистов, работающих в независимых и плюралистических СМИ, во имя устойчивого развития свободных обществ».
Похоронена Надежда Чайкова в Москве на Пятницком кладбище (участок 2).